# Actinodura
Actinodura – rodzaj ptaków z rodziny pekińczyków (Leiotrichidae).

## Zasięg występowania
Rodzaj obejmuje gatunki występujące w orientalnej Azji.

## Morfologia
Długość ciała 14–24,5 cm; masa ciała 14–56 g.

## Systematyka

### Etymologia
- Actinodura (Actinura): gr. ακτινωδης aktinōdēs „promienisty”, od ακτις aktis, ακτινος aktinos „promień”; ουρα oura „ogon”[7].
- Leiocincla: gr. λειος leios „gładki, błyszczący”; nowołac. cinclus „drozd”, od gr. κιγκλος kinklos mały, kiwający ogonem, przybrzeżny ptak[8]. Gatunek typowy: Leiocincla plumosa Blyth, 1843 (= Actinodura egertoni Gould, 1836).

### Podział systematyczny
Do rodzaju należą następujące gatunki:
- Actinodura egertoni Gould, 1836 – prążkopiór rdzawoczelny
- Actinodura ramsayi Walden, 1875 – prążkopiór okularowy
- Actinodura sodangorum J.C. Eames, Trai, Cu & Eve, 1999 – prążkopiór czarnołbisty